# Арсеније Радић
Арсеније Арсен Радић (Врховине, код Госпића, 1898 – Совјетски Савез, ?) је био југословенски револуционар, учесник Октобарске револуције и совјетски функционер.

## Биографија
Рођен је у Врховинама 1898. године. Био је официр у аустроугарској војсци у Првом светском рату. Године 1918. је пришао бољшевицима и заједно са другим сународницима у Русији формирао Први српски револуционарни пук.
Живео је у Совјетском Савезу. Временом је догурао до високог функционера Стаљинграда и Ростова на Дону. Ухапшен је 17. априла 1937. године. У записнику преслушања Радића Арсенија Стјепановића од 24. септембра године 1937. у Новочеркаску читамо:
Питање: Ви сте ухапшени као активни судионик контрареволуционарне троцкистичко-зиновјевске организације. Испричајте о суштини ствари због које вас оптужују. 
Одговор: Никад нисам био учесником контрареволуционарних организација и у том броју троцкистичких.
Осуђен је на десет година логора, без права дописивања. Умро је у неком од совјетских логора. Време смрти није тачно познато.
Његова породица је такође проживела тешку судбину у Русији. Супруга му је провела осам година по затворима и логорима.
А. С. Радић је постхумно је рехабилитован 1957. године у СССР.